# Homoszexualitás Kínában
A homoszexuálisok megítélése területenként megoszlott a Kínai Népköztársaságban. A nagyobb városokban (pl. Sanghaj) sok híres ember (zenészek és színészek) vállalja fel nyíltan identitását, máshol pedig, a falvakban és a kisvárosokban elítélik a jelenséget.

## Nagyvárosok
A nagyvárosokban sokan nyíltan vállalják identitásukat, de ez nem közelíti meg a fejlett országokban lévő helyzetet. Kézen fogva nem járnak az utcán és nem is csókolóznak nyilvános helyen. Ennek ellenére a bárok, a sportklubok és a weboldalak földalatti kultúrája még most is virágzik.

## Kisvárosok, falvak
A kisvárosokról és a falvakról alig található bármiféle információ, de az egyébként is ismert konzervatív kínai társadalomból az szűrhető le, hogy a kicsi településeken a homoszexuálisok titokban tartják identitásukat.
Ha párt találnak maguknak, a lehető legnagyobb rejtőzködésben és kockázatosan folytathatják kapcsolatukat.

## Homoszexualitás mint betegség
A kínaiak 2001-ben vették le a homoszexualitást a pszichológiai rendellenességek listájáról. Az ezt tartalmazó könyvről (Mentális Zavarok Rendszerezése és Diagnosztikai Kritériumai) a kiadó testület akkori igazgatója így nyilatkozott: „itt nem a homoszexuálisok társadalmi helyzetéről van szó.” Számos vizsgálat előzte meg a változást. Egy 1999-ben publikált tanulmányban 51 homoszexuális ember mindennapjait követték figyelmesen, s csupán hatuk küszködött érzelmi zavarokkal. Az igazgató úgy nyilatkozott, hogy a kézikönyv továbbra is foglalkozik a homoszexualitással, azon emberek miatt, akik nem békültek ki homoszexualitásukkal. A könyvtől többek között azt várják, hogy a társadalom toleránsabb legyen.